# Régiment d'Archiac cavalerie
Pour les articles homonymes, voir régiment de Bordage, régiment de Maine et régiment de Saint-Simon.
Le régiment d’Archiac cavalerie est un régiment de cavalerie du royaume de France créé en 1666.

## Création et différentes dénominations
- 1666 : création du régiment de Coulange cavalerie
- 11 novembre 1674 : renommé régiment de Bordage cavalerie
- 24 octobre 1688 : renommé régiment de Maine cavalerie
- 1736 : renommé régiment de Saint-Simon
- 1er février 1749 : renommé régiment d’Archiac cavalerie
- 1er décembre 1761 : réformé par incorporation au régiment du Roi cavalerie

## Équipement

### Étendards
6 étendards de « ſoye rouge, Soleil d’or au milieu brodé, & frangez d’or ».

Étendards
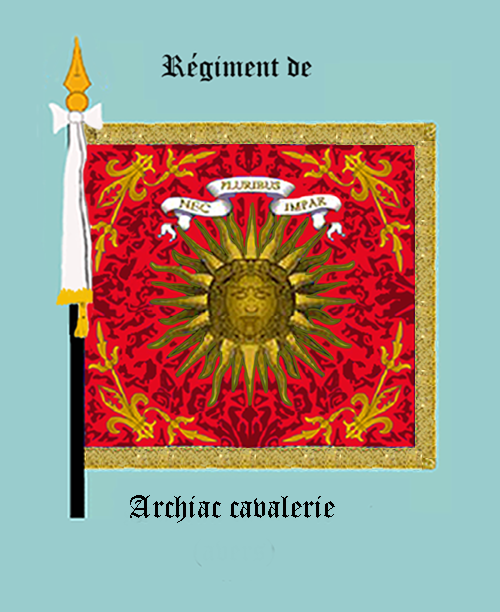
régiment d’Archiac cavalerie, avers

### Habillement

Uniformes
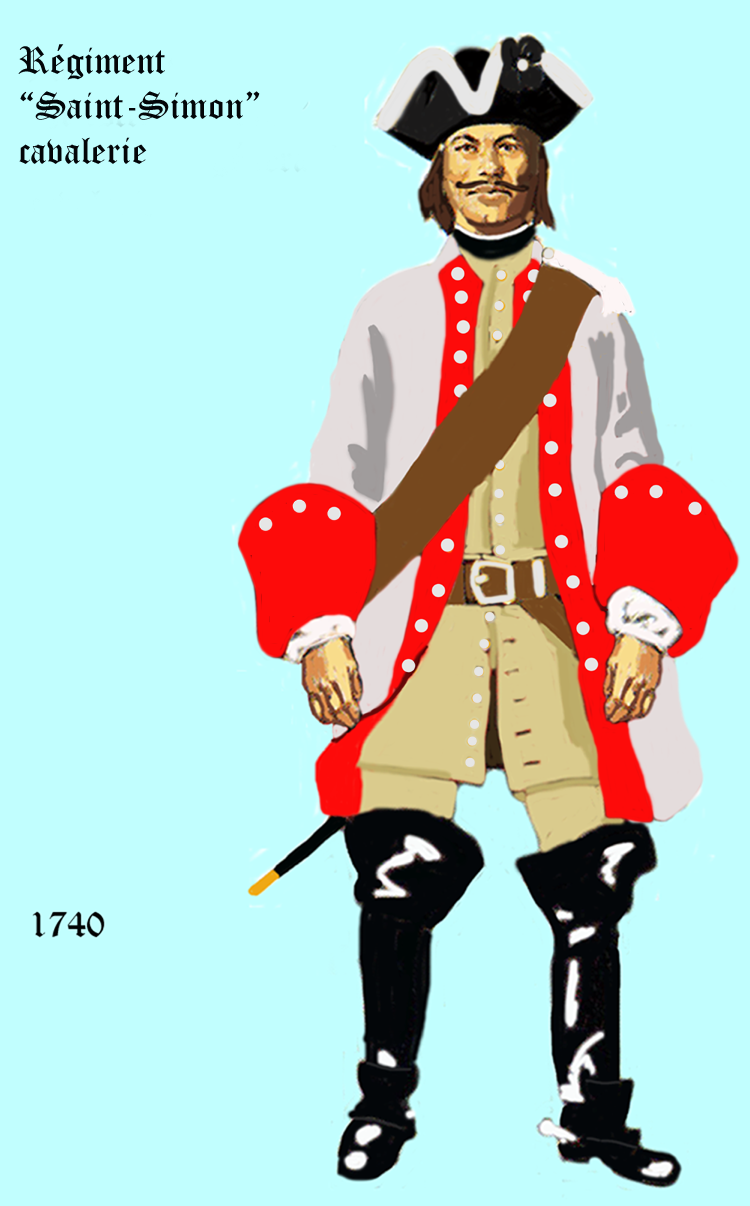
de 1740 à 1757
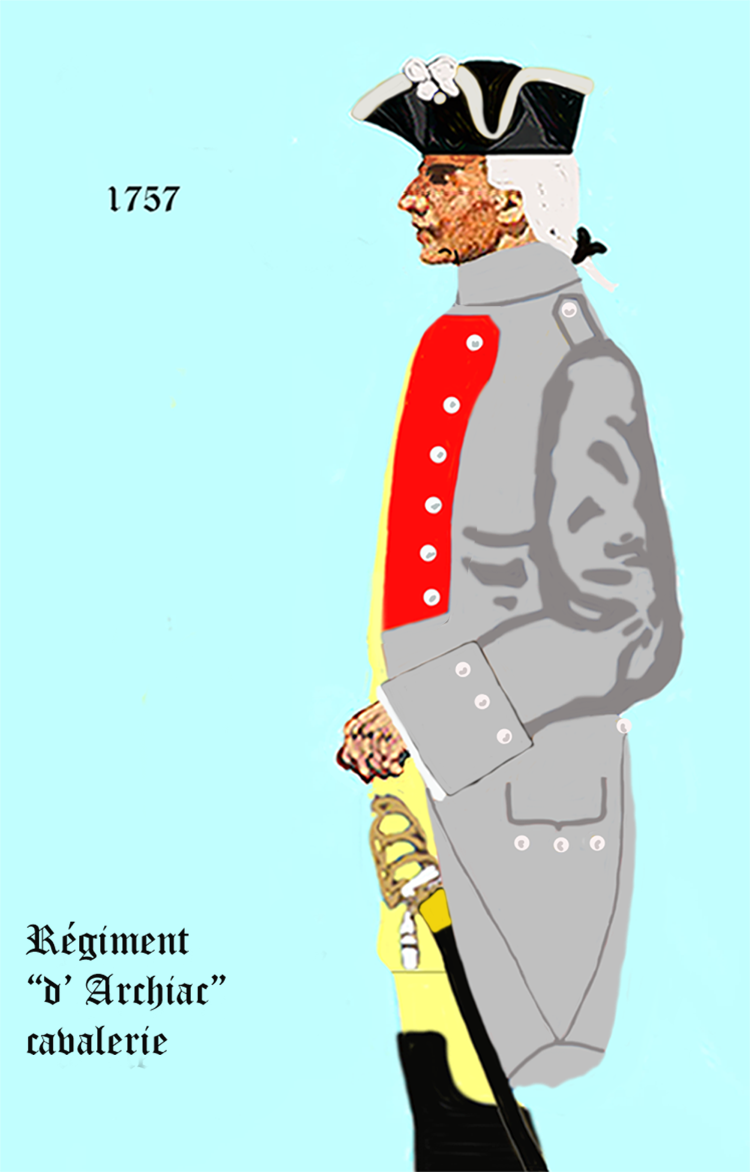
régiment d’Archiac cavalerie de 1757 à 1761

## Historique
- 1677 : Siège de Saint-Omer

### Mestres de camp

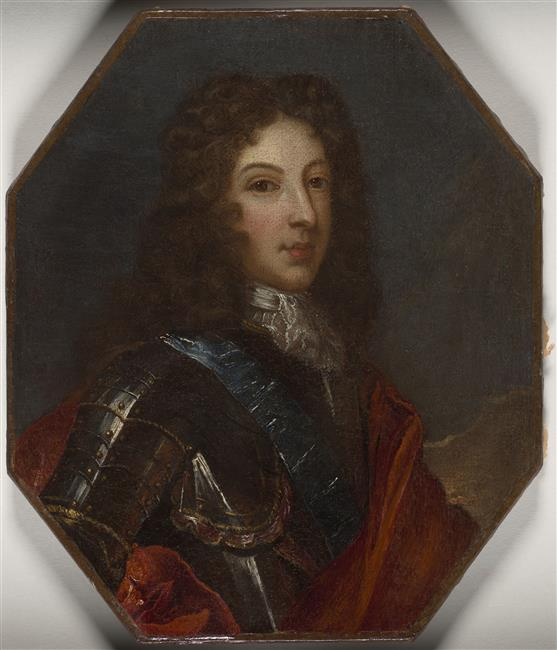
Portrait de Louis Auguste de Bourbon, Musée Condé, Chantilly.

- 11 novembre 1674 : René de Montbourcher, marquis de Bordage, brigadier le 25 février 1677, maréchal de camp le 24 août 1688, † 18 octobre 1688
- 24 octobre 1688 : Louis Auguste de Bourbon, duc du Maine, maréchal de camp le 2 avril 1690, lieutenant général le 3 mai 1692, grand maître et capitaine général de l’artillerie le 10 mai 1694, † 14 mai 1736
- 1736 : duc de Saint-Simon
- 16 août 1737 : Louis Claude Demiers d’Archiac, marquis de Saint-Simon, fils du précédent, déclaré brigadier en novembre 1745 par brevet expédié le 1er mai, déclaré maréchal de camp en janvier 1749 de la promotion du 10 mai 1748, lieutenant général le 25 juillet 1762
- 1er février 1749 : Louis Étienne Desmiers, comte d’Archiac, frère du précédent, brigadier le 20 février 1761, déclaré maréchal de camp en décembre 1762 par brevet expédié le 25 juillet

### Quartiers
- Lons-le-Saunier[1]